# Împăratul ghețurilor
Împăratul ghețurilor este un roman de Ana-Maria Negrilă, apărut în 2006 la Editura Diasfera. În 2018, apare ediția a doua la editura Crux Publishing, iar în 2019, ediția în limba maghiară, la editura Metropolis Media, Ungaria.

## Rezumat
Într-un viitor îndepărtat, Pământul trece printr-o nouă glaciațiune, iar supraviețuitorii trebuie să reclădească civilizația umană înfruntând condiții extreme. În orașul ridicat deasupra permafrostului, tânăra pre-văzătoare Sich încearcă să ducă o viață liniștită printre cărți, ferindu-se de intrigile Consiliului, de conflictele dintre corporații și de abuzurile forțelor de ordine Ospitaliere. Dar când un vârtej apărut brusc, parcă dintr-o altă dimensiune, amenință să distrugă metropola, Sich este forțată să colaboreze cu autoritățile pentru a desluși misterul: cine provoacă acest cataclism natural și, mai ales, cum poate fi oprit?
A sosit o noua glaciațiune, iar orașele, izolate unele de altele, sunt prinse în ghețuri peste care numai vânătorii nomazi mai au curajul să se aventureze. Pentru tânara Sich, viata oricum nu a fost niciodată prea ușoara, căci parintii ei, clarvazatori din organizatia Viitaz, au fost făcuti să dispară de sinistra politie secretă a Ospitalierilor. Acum, când trecutul ei pare să fi fost definitiv lăsat în urmă, un vartej enorm distruge cladiri, câutand parcă să-i dea de urmă tinerei. Și dacă tornada ar fi controlată de o persoană cu puteri supranaturale? În războiul secret dintre concernuri și facțiuni, Sich e singura care poate găsi sursa vârtejului înainte ca orașul să fie devastat.

## Opinii critice
„Romanul Împăratul ghețurilor, apărut la editura Crux Publishing, sub semnătura scriitoarei Ana-Maria Negrilă, care face dovadă unui nemărginite puteri imaginative, plămădește o lume aparte, cu o intrigă sufocantă, susținută de un ritm alert în care factorul imprevizibil joacă un rol primordial.” 
Împăratul ghețurilor face parte din „științifico-fantasticul parapsihologic (cu influențe „bio“ și „eco“)”  
„În Orașul ascuns, proză scurtă, și Împăratul ghețurilor, roman (Diasfera, București, 2005, respectiv, 2006), Ana-Maria Negrilă face separat două lucruri pe care le va aduce împreună în Regatul Sufletelor Pierdute (Crux Publishing, București, 2016). În primul volum se concentrează asupra posibilităților narative ale unui spațiu virtual grefat pe unul real (Bucureștiul fiind baza de pornire), avînd cartografia și arhitectura ca arte secrete; în cel de-al doilea volum introduce în sf-ul românesc primul personaj-narator feminin, tînăra războinică Sich. Autoarea răspunde golurilor sesizate în fantastica noastră și, după cum am mai spus, nu ezită să le umple ea însăși ori să capaciteze colegi de breaslă să își îndrepte eforturile către acest scop (v. grupul KULT).”  
Împăratul ghețurilor este un roman cyberpunk. „Pe lângă elementele de înaltă tehnologie și viață josnică specifice acestei convenții literare, Ana-Maria Negrilă a inclus și elemente de satiră social-politică, antropologie, ezoterism. Nu am fost deloc surprins când, la mai multe luni după publicare, Împăratul ghețurilor a fost distins cu Premiul Vladimir Colin.”